# Acropimpla davaonica
Acropimpla davaonica là một loài tò vò trong họ Ichneumonidae.